# 魏安
魏安（英語：Andrew Christopher West，1960年3月31日—2025年7月10日）是英国语言学家。1983年至1988年间在伦敦大学亚非学院和北京语言学院学中文。1988年从伦敦大学毕业后赴普林斯顿大学读博士，研究《三国演义》的版本为论文主题。1993年至1996年间在耶鲁大学东亚系任助理教授。1996年回英国，1997年至1998年间在亚非学院图书馆编辑马礼逊藏书书目。其后退休。

## 研究成果
魏安早期专门研究明清小说，对《三国演义》的版本进行了全面、细致的研究，提出新的方法来分析各个版本的关系，从而推断《三国演义》的原来面貌。魏安曾为英国传教士马礼逊的共893种、约一万册中文藏书编纂目录。
他后期的研究转向中国少数民族语言文字，尤其是辽、金、元三朝的文字。他曾提出八思巴字编码方案，经过中国、蒙古及外国学者的研讨合作八思巴文於2006年收入Unicode 5.0版。
他还参与制定了UCS的游戏和音标符号编码，还为西夏文和女真文编码方案作了贡献。

## 著作列表
- 《三国演义版本考》（上海古籍出版社，1996年）
- 《马礼逊藏书书目》（伦敦大学亚非学院，1998年）
- 《西夏写本中的笛谱》（载于《西夏研究》2012年第4期）
- 《新见西夏字书初探》（载于《西夏研究》2018年第2期）
- "An Introduction to the Tangut Homonyms"（载于《中国文字》2018年第3期）

## 软件作品
魏安还为Windows作業系統编写软件和制作字体，包括BabelPad和BabelMap。
BabelPad是一款具有字符输入和统一码等价性与标准化文本转换等功能的Unicode文本编辑器。BabelPad亦支持其他文字编码，且内置了中文、蒙古文、满文、藏文、维吾尔文和彝文输入法，此外还能通过十六进制代码点值输入单独的Unicode字符。
BabelMap是一款支持全部Unicode区块和字符的字符映射应用程序，内置拼音检索、部首检索等中文输入辅助工具。

## 外部連結
- BabelStone: 魏安的个人主页 （页面存档备份，存于）
- The Morrison Collection: 关于马礼逊的藏书 （页面存档备份，存于）